# Ulica Oskara Kolberga w Krakowie
Ulica Oskara Kolberga – ulica w Krakowie, w dzielnicy I Stare Miasto, na Kleparzu.
Łączy ulicę Krowoderską z ulicą Jerzego Żuławskiego. Jest jednojezdniowa.

## Historia
Ulica w obecnym kształcie została wytyczona w latach trzydziestych XX wieku, a w 1937 roku otrzymała obecną nazwę. Jako alternatywne, bardziej umotywowane dla ulicy proponowano także nazwy ul. Kotlarska oraz ul. Ludwika Zieleniewskiego.
Nazwa druga była umotywowana lokalizacją dawnej fabryki Ludwika Zieleniewskiego położonej na rogu ul. Szlak i ul. Krowoderskiej, położonych w najbliższym sąsiedztwie ul. Oskara Kolberga.

## Zabudowa
Obecna zabudowa ulicy ma charakter mieszkalny – stanowią ją głównie kamienice czynszowe wybudowane w stylu funkcjonalistycznym w latach 30. XX wieku:
- ul. Oskara Kolberga 1 (ul.  Krowoderska 61a) – kamienica, 1937;
- ul. Oskara Kolberga 2 (ul. Krowoderska 63a) – kamienica, 1930;
- ul. Oskara Kolberga 3 – kamienica. Projektował Alfred Düntuch, 1934;
- ul. Oskara Kolberga 4 – kamienica, XX wiek;
- ul. Oskara Kolberga 5 – kamienica. Projektował Czesław Boratyński, 1935;
- ul. Oskara Kolberga 6 – kamienica, XX wiek;
- ul. Oskara Kolberga 8 – kamienica. Projektował Samuel Nebenzahl, 1937;
- ul. Oskara Kolberga 10 – kamienica, XX wiek;
- ul. Oskara Kolberga 11 – kamienica. Projektował Alfred Düntuch, Stefan Landsberger, 1936;
- ul. Oskara Kolberga 12 – kamienica. Projektował Zygmunt Gründberg, XX wiek.
- ul. Oskara Kolberga 13 – kamienica, XX wiek;
- ul. Oskara Kolberga 14 – kamienica. Projektował Stefan Piwowarczyk, 1935;
- ul. Oskara Kolberga 15 – kamienica, XX wiek;
- ul. Oskara Kolberga 16 (ul. Jerzego Żuławskiego 8) – kamienica, XX wiek;
- ul. Oskara Kolberga 17 (ul. Jerzego Żuławskiego 8a) – kamienica. Projektował Izydor Goldberger, 1936.

Indywidualny charakter kamienicom czynszowym nadają godła na fasadach:
- kobieta grająca na lirze (nr. 8)
- Diana z jeleniem i ptakami (nr. 10)
- kobieta napinająca łuk (nr. 11)
- para pawi (nr. 12)
- para aniołków (nr. 15)
- godło z kwiatami (nr. 16), powstało współcześnie po rewitalizacji budynku (2023)[7].

## Galeria zdjęć

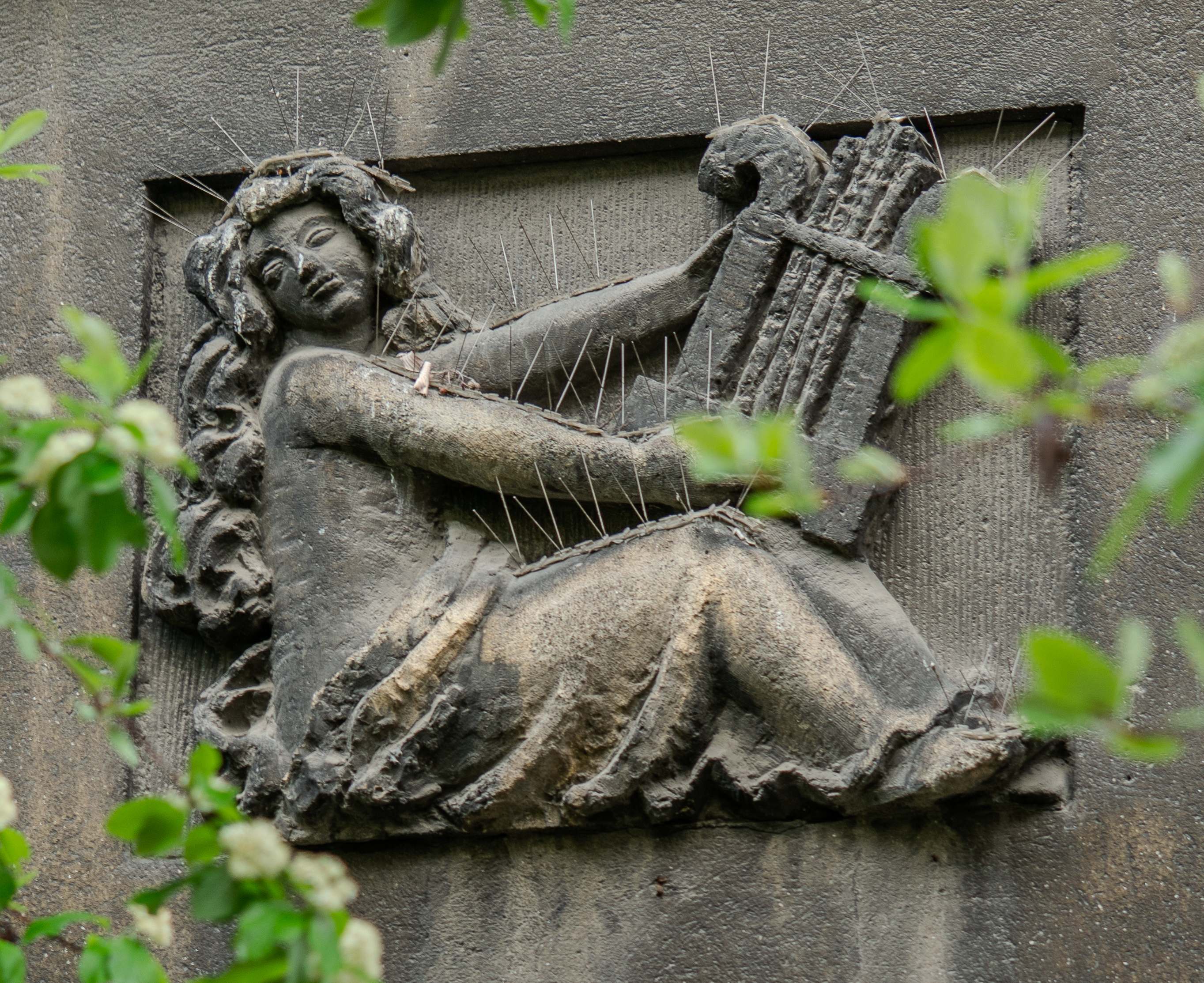
godło na elewacji kamienicy nr. 8
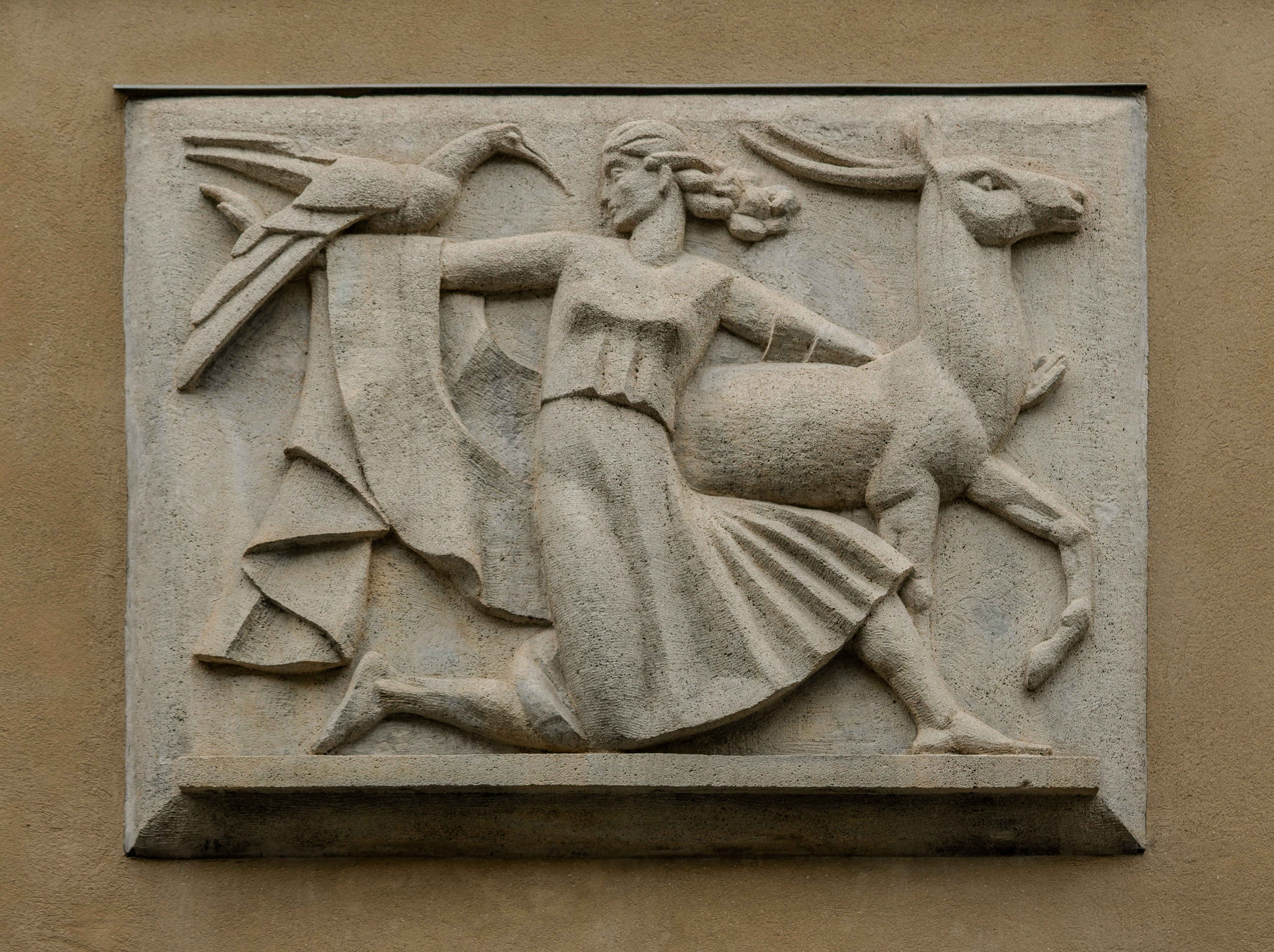
godło na elewacji kamienicy nr. 10
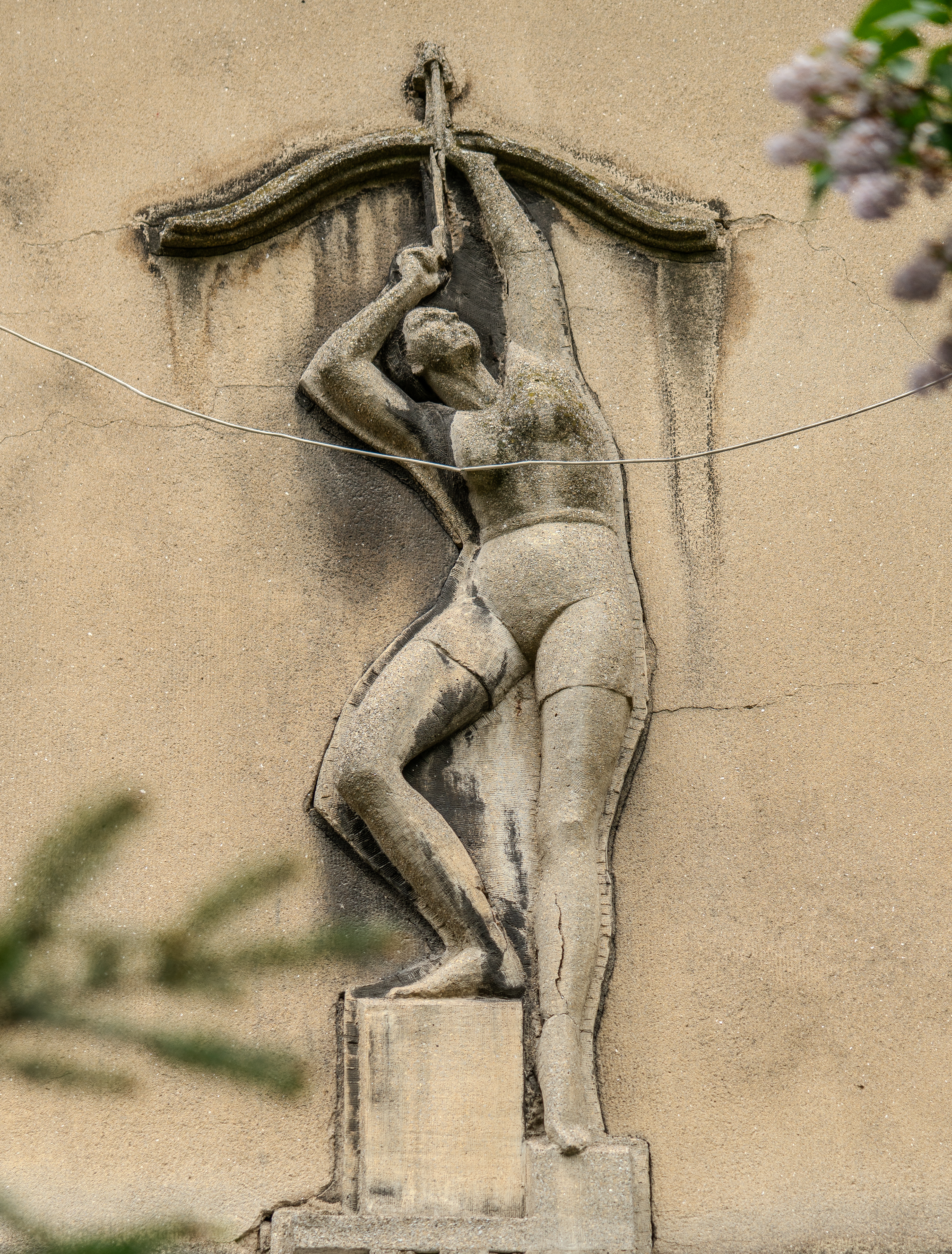
godło na elewacji kamienicy nr. 11
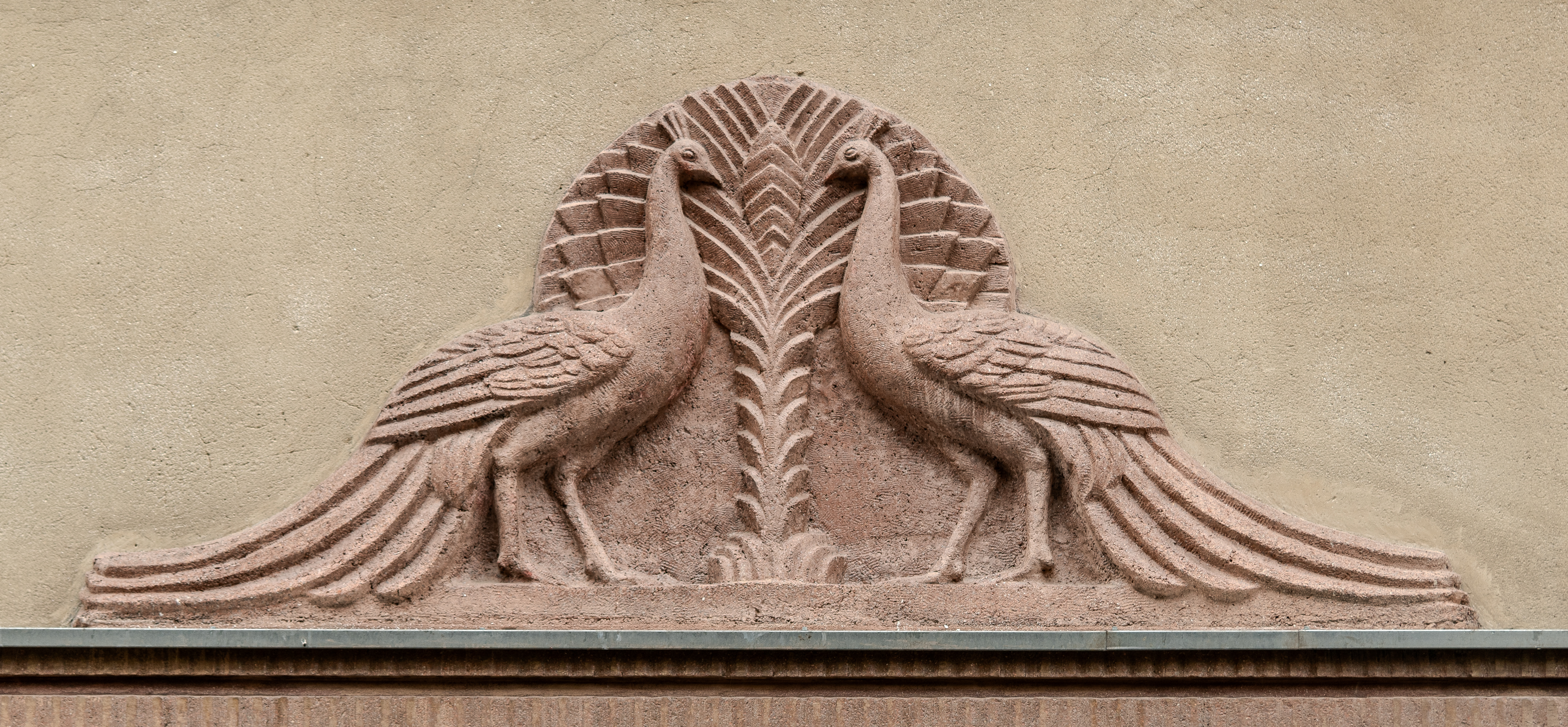
godło na elewacji kamienicy nr. 12
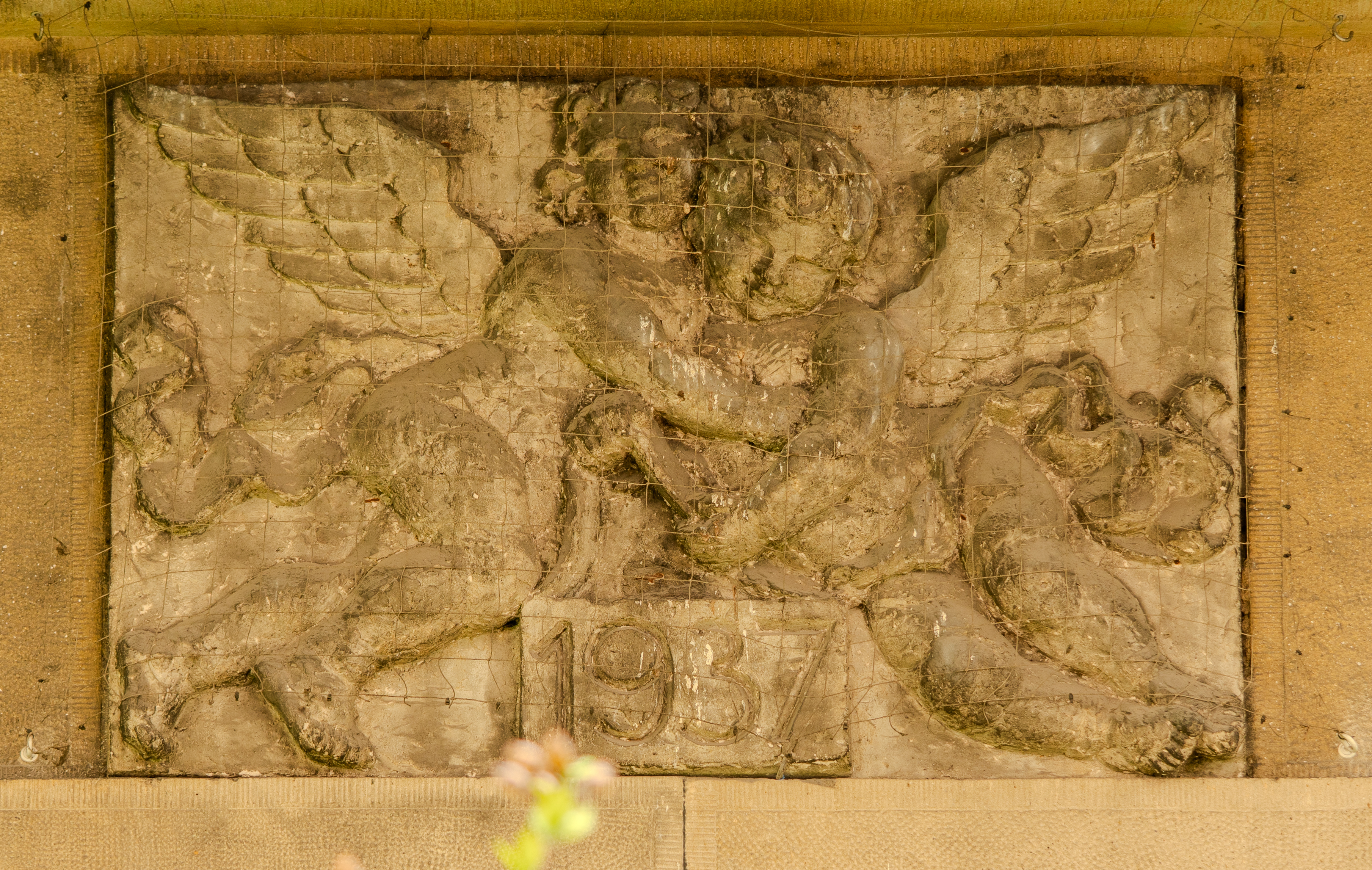
godło na elewacji kamienicy nr. 15
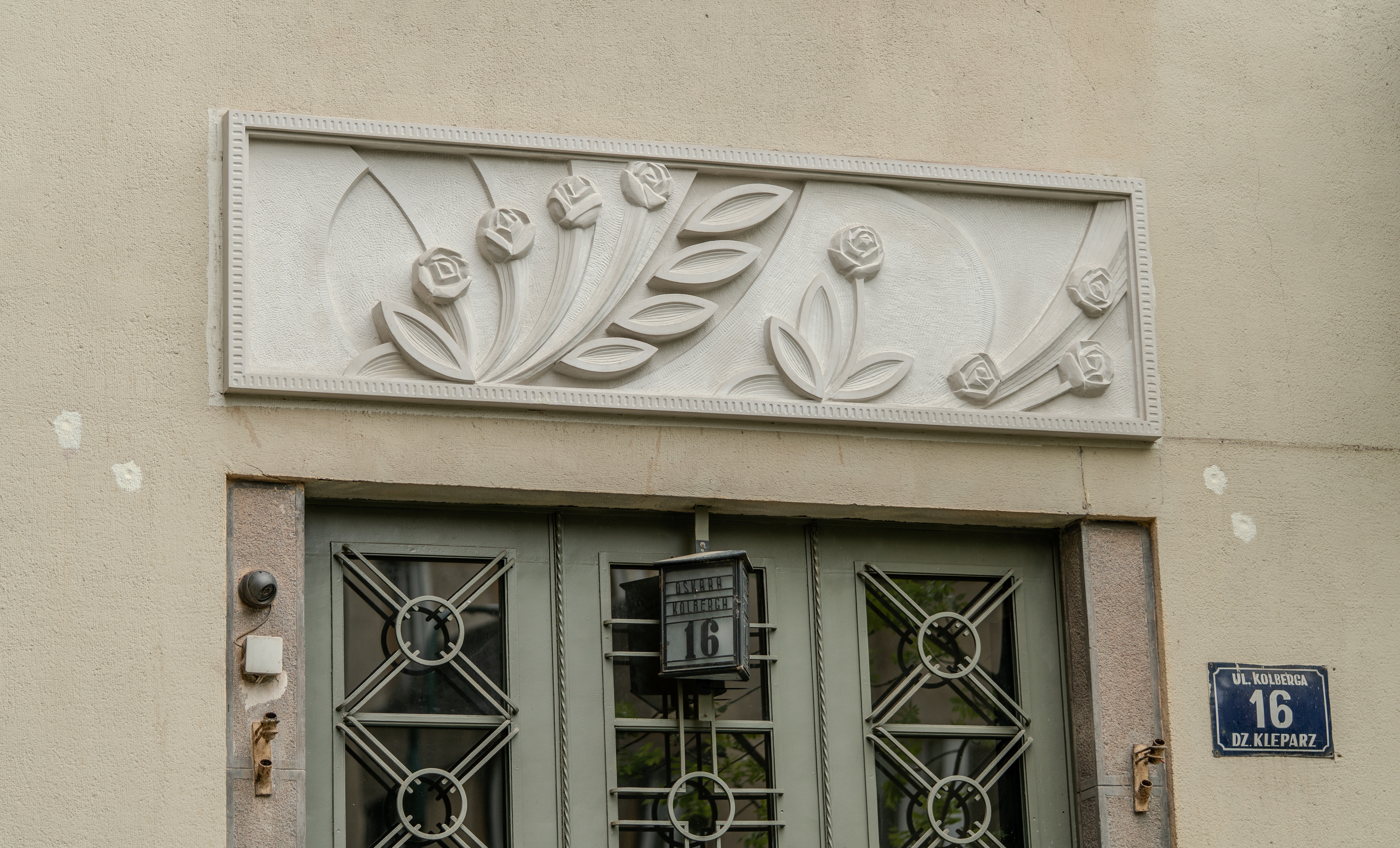
godło na elewacji kamienicy nr. 16